# Nectria
Pour l’article homonyme, voir Nectria (genre).
Genre
Nectria est un genre de champignons ascomycètes. 

Ils ont l'apparence de petites boules.

Les Nectria sont le plus souvent des saprophytes.

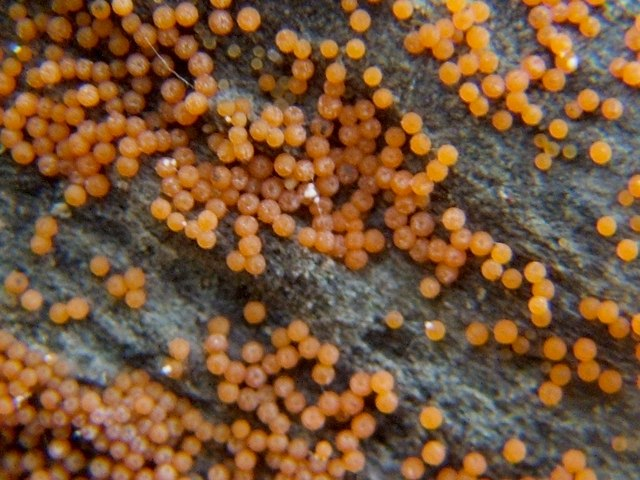
Nectria peziza (Royaume-Uni)

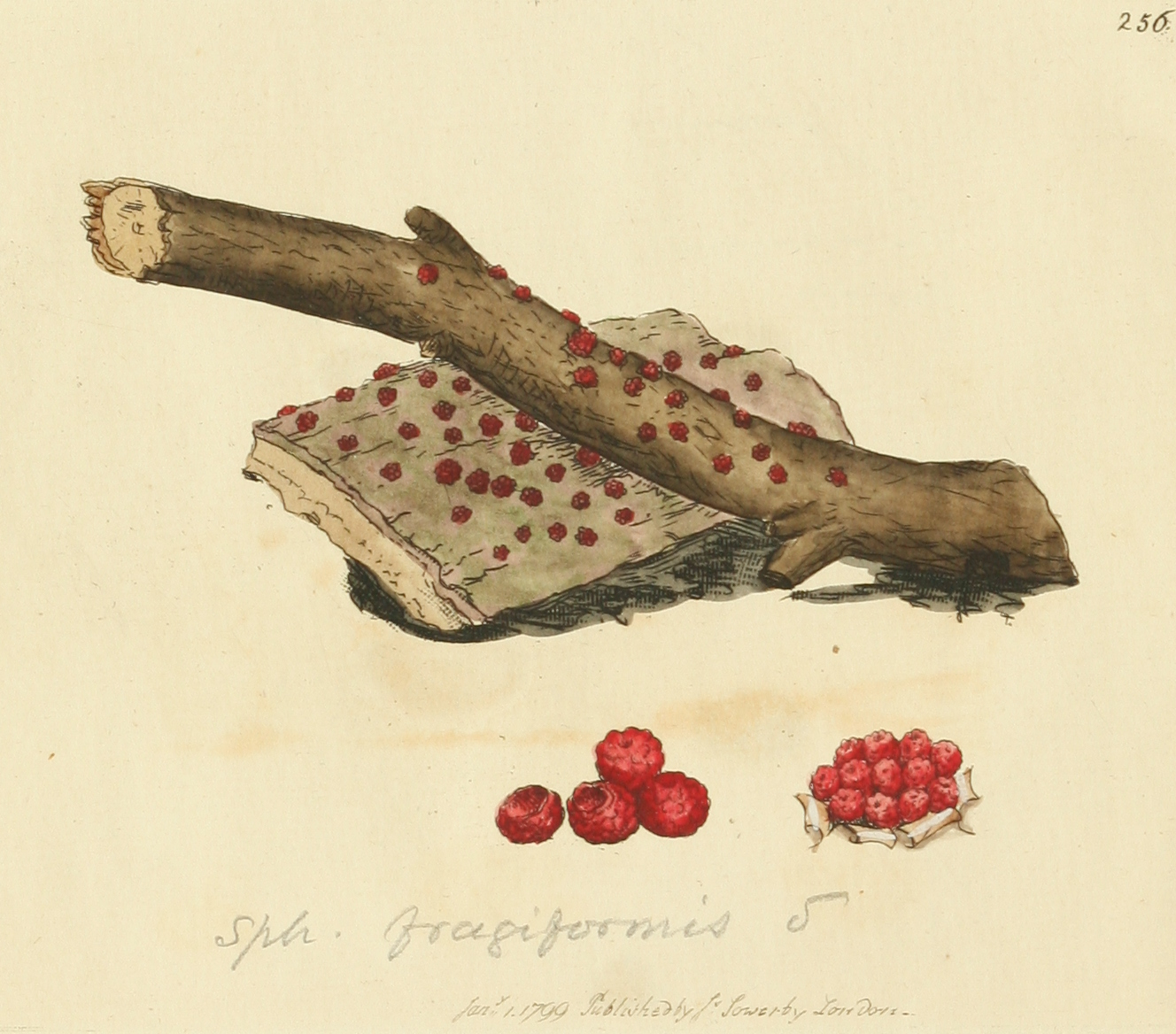
Nectria cinnabarina (Illustration ancienne ; James Sowerby's Coloured Figures of English Fungi or Mushrooms)

## Habitat, répartition
Les différentes espèces du genre sont omniprésentes dans les zones tempérées froides d'Europe et d'Amérique du Nord. 

Elles semblent avoir été introduites en Nouvelle-Zélande et en Australie, au moins depuis les années 1980. 

Certaines espèces de Nectria peuvent également vivre sous un climat chaud tel que celui des îles Hawaï par exemple. 

## Écologie
La plupart des espèces de Nectria sont des saprophytes. Mais quelques espèces peuvent également se comporter en parasites aux dépens d'arbres affaiblis.

## Pathogénicité
Les espèces susceptibles de parasiter des plantes sont trouvées sur des arbres fruitiers (pommiers, par exemple) et quelques autres feuillus. 

Deux espèces provoquent d'importants ravages dans les vergers (chancre nectrien, maladie du corail).
En Amérique du Nord, les infections de Nectria ont eu des impacts économiques importants sur le plan de la sylviculture et des produits forestiers en touchant principalement le peuplier, le chêne rouge, l'érable, le hêtre et le bouleau.

## Espèces
- Nectria cinnabarina
- Nectria coccinea
- Nectria diversispora
- Nectria fragilis
- Nectria fuckeliana
- Nectria galligena
- Nectria haematococca
- Nectria episphaeria
- Nectria magnoliae
- Nectria punicea
- Nectria radicicola
- Nectria ramulariae